# Lý Hiến (Ninh vương)
Lý Hiến (chữ Hán: 李憲; 679 - 15 tháng 1, 742), bổn danh Thành Khí (成器), là một Hoàng tử nhà Đường, con trưởng của Đường Duệ Tông Lý Đán, mẹ là nguyên phối của Duệ Tông, Túc Minh Lưu Hoàng hậu.
Ông nổi tiếng trong việc nhượng lại Hoàng vị cho em trai là Đường Minh Hoàng Lý Long Cơ, chấp nhận sống cuộc đời phóng khoáng, hứng thú với thi, phú, đặc biệt trong cuộc đời ông không câu kết với bất cứ phe cánh nào, cũng không có một chút ý định tham dự vào triều chính. Với tính cách này của ông, cả cuộc đời ông được em trai Đường Minh Hoàng trọng vọng, truy thụy hiệu là Nhượng Hoàng đế (讓皇帝).

## Tiểu sử
Hoàng tử Lý Hiến, bổn danh Lý Thành Khí sinh vào năm Điều Lộ nguyên niên (679), dưới thời trị vì của ông nội là Đường Cao Tông Lý Trị, khi ấy Đường Duệ Tông vẫn còn là một Thân vương. Do là con trai của một Thân vương, Lý Hiến được sơ phong tước vị Vĩnh Bình Quận vương (永平郡王).
Năm đầu Văn Minh (684), Đường Duệ Tông đăng cơ, Lý Thành Khí do là đích trưởng nên phong làm Thái tử. Khi tổ mẫu Võ Tắc Thiên xưng Đế, Duệ Tông hàng vi Hoàng tự (皇嗣), còn Thành Khí hàng vi Hoàng tôn (皇孙). Năm Trường Thọ thứ 2 (693), lại giáng làm Thọ Xuân Quận vương (寿春郡王).
Năm đầu Thần Long (705), bá phụ Đường Trung Tông Lý Hiển phục vị, ông được chiếu cải phong Thái vương (蔡王) nhưng không nhận. Năm đầu Đường Long (710), tiến phong Tống vương (宋王), cùng năm đó em trai ông là Lâm Tri Quận vương Lý Long Cơ phát động chính biến, đưa cha ông Duệ Tông trở lại Hoàng vị. Khi đó, ông chủ động nhượng vị trí Thái tử cho Long Cơ, được phong Thái tử Thái sư, lĩnh Châu mục Ung Châu, Đại đô đốc Dương Châu. Năm 712, Lý Long Cơ tôn Duệ Tông làm Thái thượng hoàng, tự lập, tức Huyền Tông Minh Hoàng đế, Lý Thành Khí được tiến Tư không.
Năm đầu Khai Nguyên (713), tiến Thái úy, nhưng ông chối từ, cải phong Khai phủ nghi đồng tam ti (开府仪同三司). Năm thứ 4 (717), do tránh kị thụy của Chiêu Thành Hoàng hậu mẹ của Minh Hoàng, ông cải danh thành Lý Hiến, phong làm Ninh vương (寧王). Năm thứ 9 (722), nhập vị Thái thường khanh (太常卿).
Năm Khai Nguyên thứ 29, ngày 24 tháng 11 (tức ngày 15 tháng 1 năm 742), Ninh vương Lý Hiến qua đời, hưởng thọ 63 tuổi. Minh Hoàng rất thương tiếc, truy thụy là Nhượng Hoàng đế (让皇帝), tang lễ như Thiên tử mà làm, táng vu Huệ lăng (惠陵; nay là phía Tây Bắc huyện Bồ Thành, Thiểm Tây).

## Gia quyến
- Thê tử: Cung Hoàng hậu Nguyên thị (恭皇后元氏), người Lạc Dương, Hà Nam, là con gái của Trưởng sử Thiểm Châu là Nguyên Đại Giản (元大简), xuất thân Hoàng tộc Bắc Ngụy, hậu duệ của Ngụy Chiêu Thành Đế Thác Bạt Thập Dực Kiền. Táng vào bên cạnh Kiều lăng (桥陵).
- Hậu duệ:

1. Lý Kim [李琎; ? - 750], phong Nhữ Dương Quận vương (汝阳郡王), liệt Thái phó khanh, tạng Thái tử Thái sư.
2. Lý Tự Trang [李嗣庄; 704 - 721], tự Diên Kính (延敬), phong Tề Âm Quận vương (济阴郡王).
3. Lý Lâm [李琳; ? - 757], phong Tự Ninh vương (嗣宁王), liệt Bí thư viên ngoại giám, phò Đường Minh Hoàng đến Thục.
4. Lý Thục [李璹], phong Tự Thân vương (嗣申王).
5. Lý Tuân [李珣; ? - 738], phong Đồng An Quận vương (同安郡王). Bồi táng Kiều lăng.
6. Lý Vũ [李瑀], sơ phong Lũng Tây quận công (陇西郡公), bồi giá Đường Minh Hoàng đến Hán Trung, phong Hán Trung vương (汉中王).
7. Lý Tân [李玢; ? - 784], phong Thương Ngô quận Khai quốc công (苍梧郡开国公).
8. Lý Thỉnh [李珽], phong Tấn Xương quận Khai quốc công (晋昌郡开国公).
9. Lý Quản [李琯], phong Ngụy quận Khai quốc công (魏郡开国公).
10. Lý Thôi [李璀], phong Văn An quận Khai quốc công (文安郡开国公).
11. Trưởng nữ, phong An Cát Huyện chúa (安吉县主).
12. Thứ nữ, tức Kim Sơn Công chúa (金山公主), định giá cấp Mặc Xuyết Khã hãn (默啜可汗) của Đột Quyết, nhưng bị hủy bỏ bởi Minh Hoàng.